# Tranebergs strand

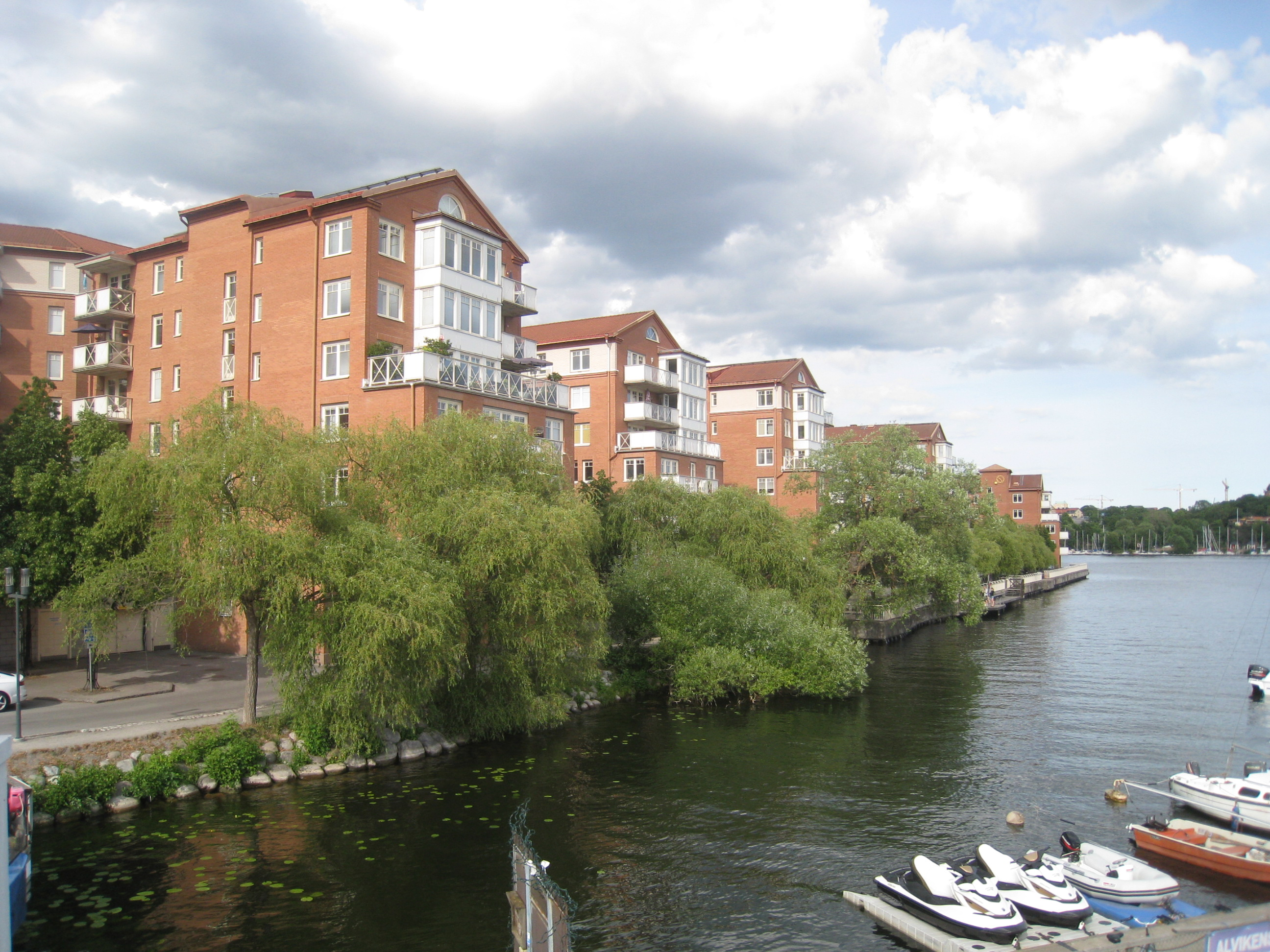
Tranebergs strand, bostadsbebyggelsen sedd från restaurang Sjöpaviljongen vid Alviks strand.

Tranebergs strand är ett bostadsområde i stadsdelen Traneberg i västra Stockholm, beläget mellan Tranebergsbron och Alviks strand. Området uppfördes av Anders Bodin Fastigheter 1994 efter ritningar av arkitekt Sune Malmquist.  

## Området
Bebyggelsen ligger på ena sidan längs med vattnet, och på andra sidan längs med Drottningsholmsvägen som förs över Tranebergsbron. Här var tidigare ett lite större skogsområde, varav en del har bevarats mellan husen och Drottningsholmsvägen. Innan den moderna Tranebergsbron byggdes på 1930-talet gick den gamla Tranebergsbron från Adlerberthsgatan i Kristineberg på Kungsholmen över till dagens Tranebergs strand. Det gamla västra brofästet finns delvis bevarad nära det västra brofästet på den moderna Tranebergsbron, där det i nuläget ligger flera båtar förtöjda till intilliggande båtbryggor. Innan den moderna Tranebergsbron och den nya sträckningen av Drottningholmsvägen gjorts klar på 1930-talet gick spårvägen längs med hela Tranebergs strand. 
Bebyggelsen, som var färdigställd 1994/95, följer den smala strandremsan från Tranebergsbrons landsfäste på Brommasidan fram till Alvik och Alviks strand. Vägen, som bostadsområdet Tranebergs strand ligger vid heter Tranebergs Strand och fick sitt namn 1936. Nu heter endast den del, som ligger söder om Tranebergsbron Tranebergs Strand. Vägen, som går norr om Tranebergsbron, och som tidigare hette Tranebergs Strand har ändrat namn från Tranebergs Strand till Bengt Tranas Väg.
Samtliga fastigheter innehåller hyresgäster och ägs av byggherren, Anders Bodin Fastigheter. Totalt rymmer området 305 bostadslägenheter, fördelade från enrummare till femrummare på flera olika fastigheter. 
Lägenheterna är moderna och när det gäller material och installationer är de byggda med högsta kvalitet. Utsmyckningar i vit marmor finns runt varje port. Utsmyckningen är signerad av den internationellt erkände konstnären Bengt Olson, som är bosatt i Paris. De flesta lägenheterna har utsikt över vattnet. För hyresgästerna finns det också en badbrygga.
Området är samtida med det andra stora exploateringsprojektet i området, Alviks torg, som ligger helt nära Tranebergs strand och uppfördes av samma byggherre några år senare. Alviks torg började byggas 1996 och den första etappen närmast vattnet blev klar för inflyttning 1996. Hela torget invigdes hösten 1998. På en brygga utanför Tranebergs strand ligger restaurangen Sjöpaviljongen, som också uppfördes och ägs av Anders Bodins Fastigheter. Sjöpaviljongen byggdes som en modern efterföljare till gamla tiders sjökrogar.

### Tranebergs strand 2009

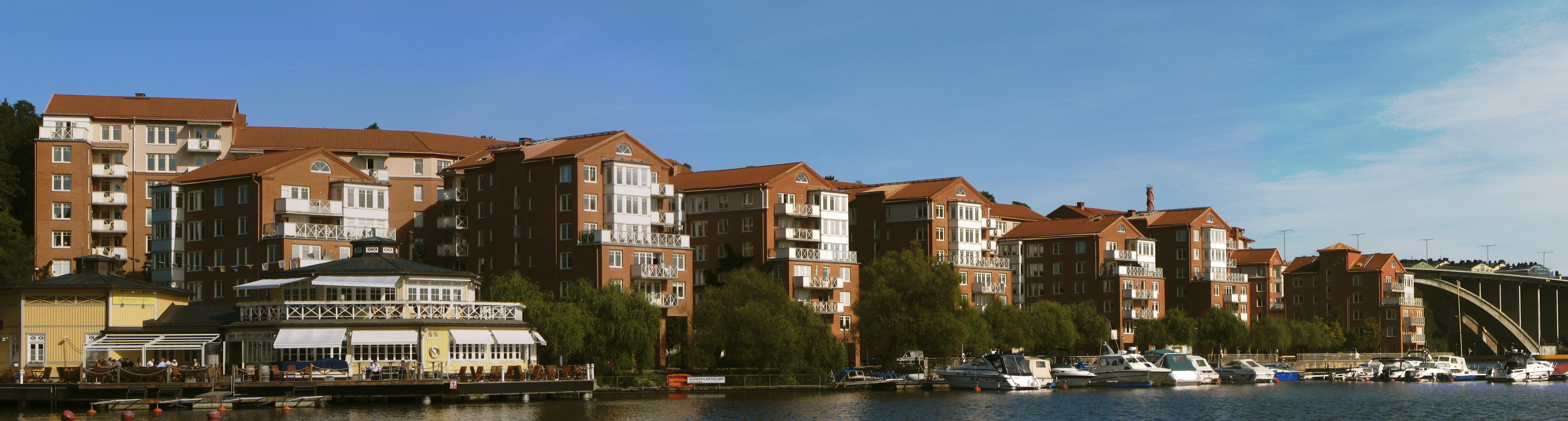
Tranebergs strand i september 2009 sett från Alviks strand. Till vänster syns Sjöpaviljongen, som är byggd på pålar ute i vattnet. Längst till höger i bilden är Tranebergsbron.